# Blackberry

BlackBerry KEY2 Smartphone

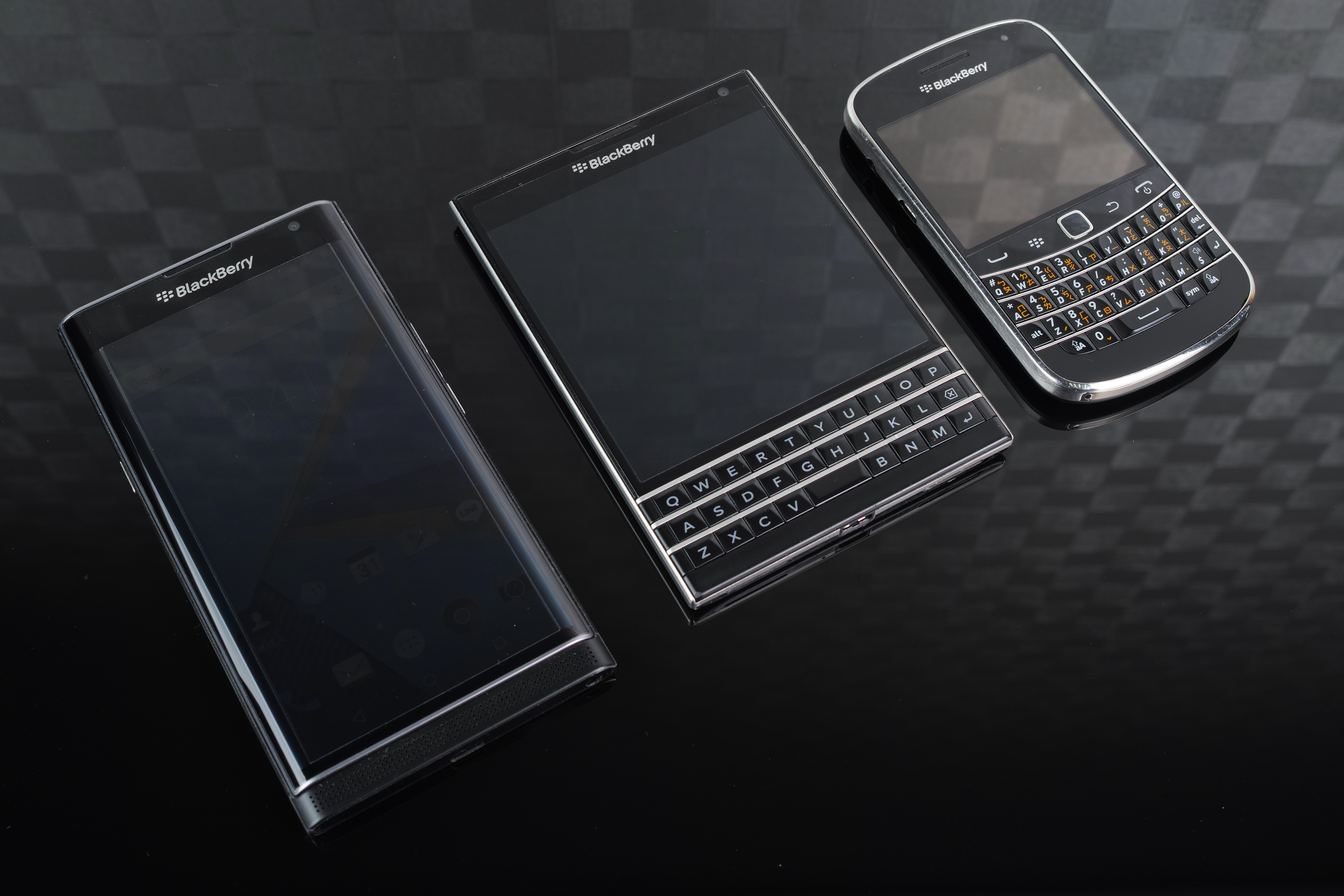
BlackBerry-Smartphones (Priv, Passport, Classic)

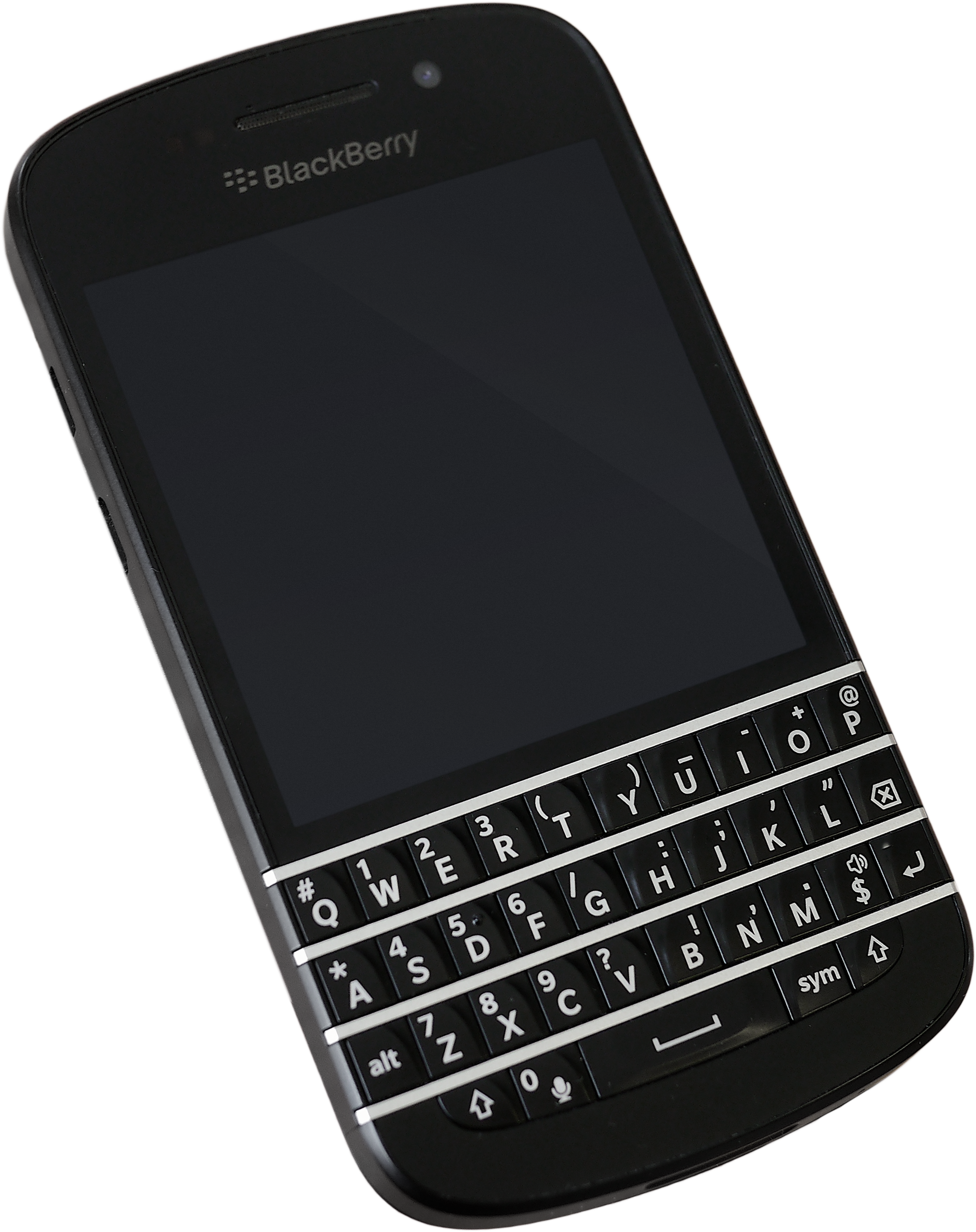
Blackberry Q10

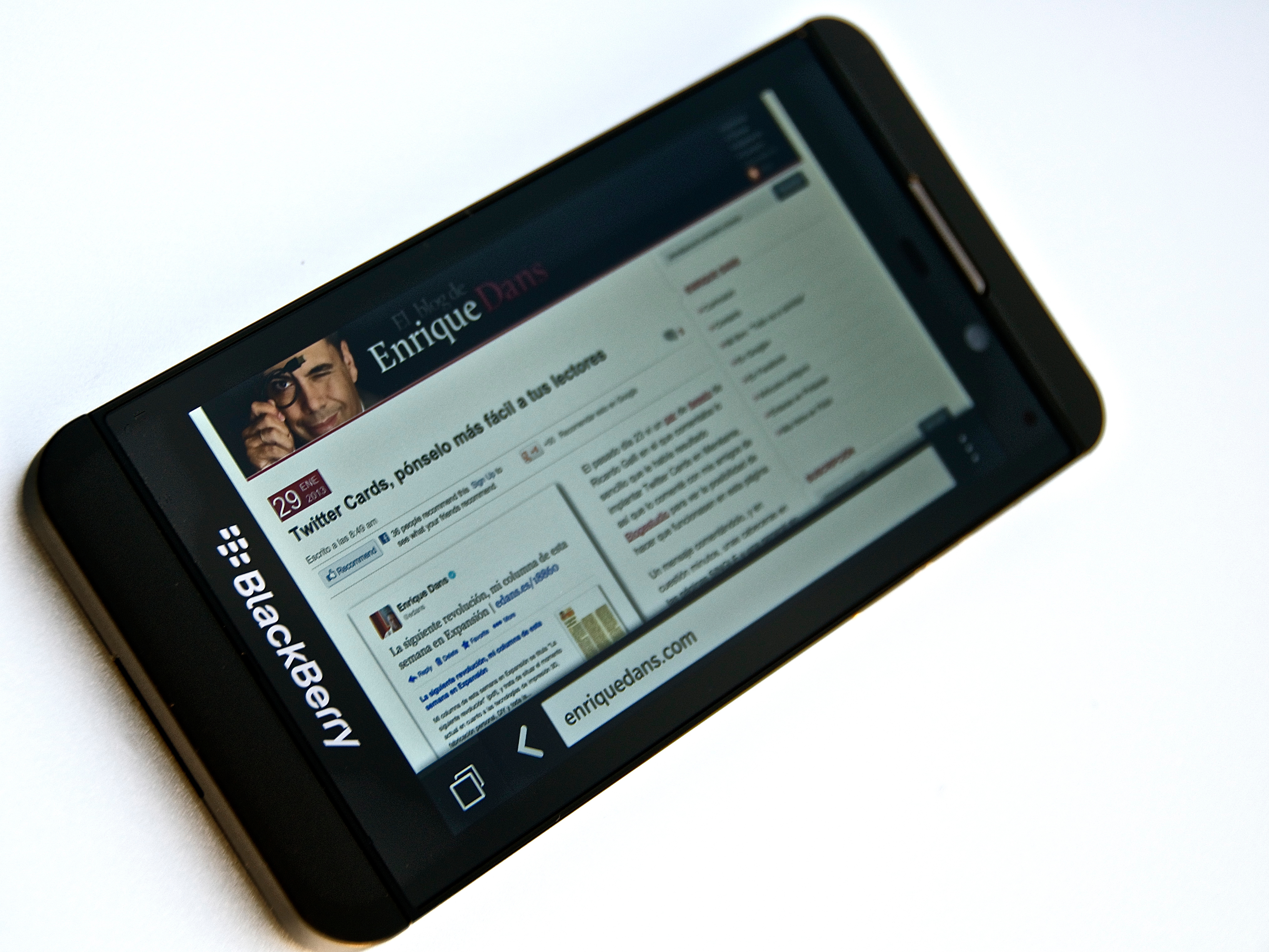
Blackberry Z10

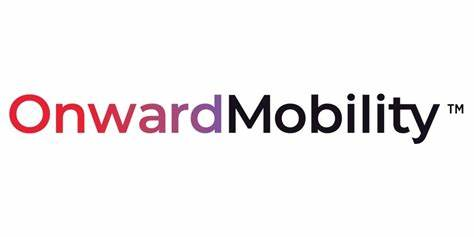
Logo von OnwardMobility

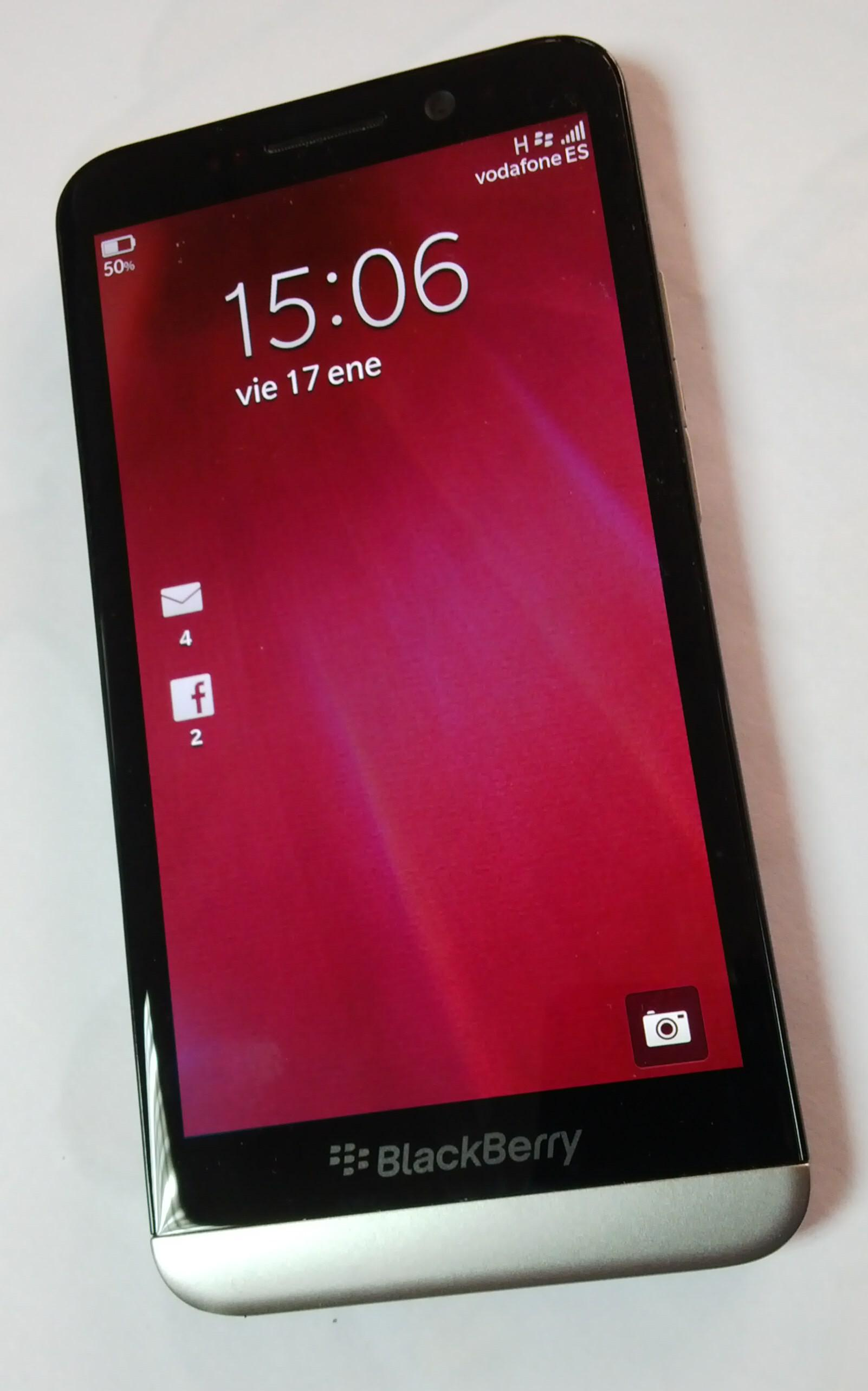
BlackBerry Z30

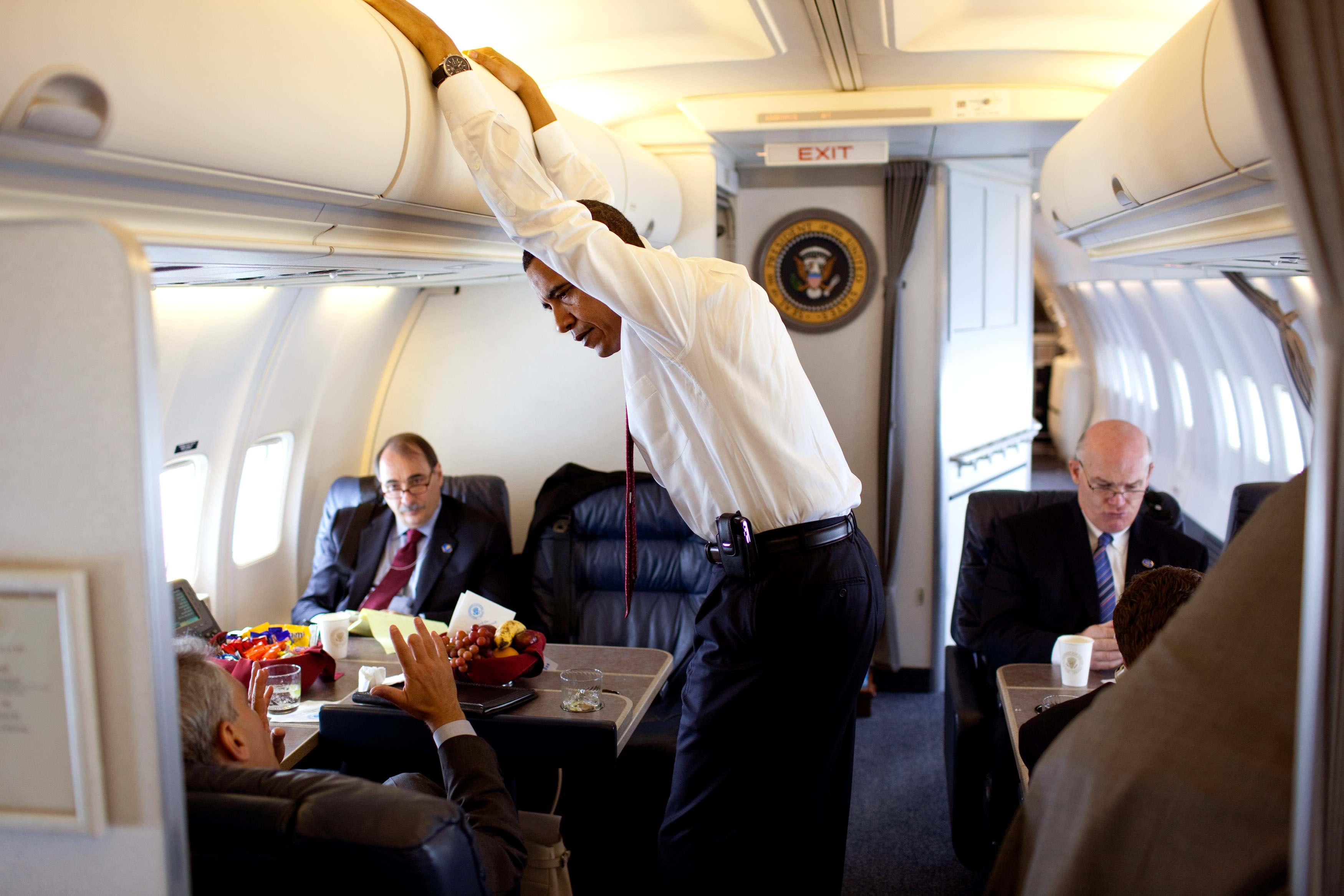
Damaliger US-Präsident Barack Obama in der Air Force Two mit seinem BlackBerry im Holster

BlackBerry ⓘ (Aussprache [ˈblækbəri], englisch für Brombeere) war der Markenname für Smartphones der kanadischen Firma Blackberry Limited (vorher Research in Motion, kurz RIM). Charakteristisch war die physische Tastatur, die in fast allen Modellen Anwendung fand. Ursprünglich entwickelte Blackberry die Geräte-Hardware und das Betriebssystem BlackBerry OS selbst und vertrieb sie inklusive des BlackBerry Enterprise Server als umfassende und sichere Kommunikationslösung. Der im Zentrum stehende „Hub“ bündelte Nachrichten wie Anrufe, SMS, E-Mails, Tweets etc. Seit 2016 wurden die Geräte in Lizenz entwickelt und hergestellt; sie basierten auf Android, das von der Firma BlackBerry gehärtet wurde. 2022 stellte Blackberry Entwicklung, Produktion und Verkauf von Mobiltelefonen ein.

## Geschichte
1999 brachte RIM das erste Gerät mit der Bezeichnung Blackberry 850 auf den Markt. Als erstes, noch nicht ausgereiftes Blackberry-Smartphone gilt das 2002 vorgestellte Nachfolgemodell Blackberry 5810 mit einem integrierten Mobiltelefon.

Blackberry 7290 aus dem Jahr 2004

Blackberry entwickelte im Verlauf unterschiedliche Smartphones auf Basis des hauseigenen Betriebssystems Blackberry OS, darunter die populären Baureihen Bold und Curve. Das Unternehmen konzentrierte sich auf Geschäftskunden, erweiterte im Verlauf allerdings die Funktionalität, um das Segment der Privatanwender für sich zu gewinnen.
Im Oktober 2011 stellte Blackberry auf der hauseigenen Entwicklerkonferenz das neue Betriebssystem Blackberry 10 vor, das von damals aktuellen Modellen wie dem Blackberry Q10, Classic, Z10 oder Passport genutzt wurde. Vorige OS-Versionen werden demnach als LegacyOS bezeichnet. Ende 2014 wurde der Amazon Appstore für alle Blackberry-10-Geräte zur Verfügung gestellt, worüber die bei Amazon zur Verfügung stehenden Android-Apps installiert werden konnten. Da die Geräte als sog. Arbeitstiere für das Büro ausgelegt waren, hatten sie eine niedrige Prozessorleistung und keinen 3D-Grafikprozessor, was etwa doppelt so lange Akkulaufzeiten wie bei anderen Herstellern ermöglichte, allerdings keine aufwendigen 3D-Spiele erlaubte.
Das Unternehmen verpasste 2008 die Entwicklung weg von der Tastatur zum Touchscreen. Infolgedessen brachen Anfang 2011 die Handyverkäufe ein und die Firma BlackBerry erlebte in den Folgejahren dramatische Umsatzeinbrüche. 2013 übernahm John Chen den Vorstandsvorsitz und richtete das Geschäft auf Software und Dienstleistungen aus. In diesem Rahmen trennte sich Blackberry 2016 von der eigenen Smartphoneentwicklung und -fertigung und lizenzierte die Geräte nur noch, um Kosten zu sparen. Somit wurde BlackBerry im Bereich Smartphones zum reinen Softwareanbieter. Chen erklärte 2016 in einem Interview, dass es auch in Zukunft Smartphones der Marke Blackberry mit Tastatur geben werde.
Ein Jahr später veröffentlichte Blackberry mit dem Modell PRIV das erste eigene Smartphone mit Android-System. BlackBerry härtete Soft- und Hardware, um einige der sichersten Android-Smartphones auf dem Markt anbieten zu können.
Im Februar 2020 kündigte Blackberry Mobile bzw. die TCL Corporation, die seit 2016 BlackBerry-Smartphones in Lizenz produzierte und vertrieb, an, keine weiteren BlackBerry-Geräte mehr herzustellen.
Viele Analysten gingen daraufhin von einem Ende der Marke aus. Doch im August 2020 wurde angekündigt, dass das US-amerikanische Startup-Unternehmen OnwardMobility neuer Lizenznehmer der Markenrechte für BlackBerry-Smartphones werde. OnwardMobility kündigte an, in Kooperation mit Blackberry und Foxconn ein 5G-BlackBerry-Smartphone mit Flagship-Ausstattung auf den Markt zu bringen. Das Erscheinen war ursprünglich für das erste Halbjahr 2021 geplant, doch im Januar 2022 gab OnwardMobility bekannt, das Smartphone erst im Jahr 2022 auf den Markt bringen zu wollen. Gründe dafür waren die nach wie vor vorherrschende weltweite Pandemie sowie Lieferverzögerungen bei Rohstoffen und Lieferanten. Im Februar 2022 gab OnwardMobility bekannt, seinen Betrieb und die Entwicklung eines neuen Blackberry-Smartphones einzustellen.

## Funktion
Die wesentliche Funktion eines Legacy Blackberry-Smartphones besteht darin, mobil E-Mails als Push-Dienst empfangen und senden zu können. Darüber hinaus bieten Blackberrys die üblichen Smartphone-Funktionen, wie Adressbuch, Kalender, Instant-Messenger (WhatsApp oder der eingestellte Blackberry Messenger), Aufgaben-, Erledigungs-Listen etc. und zusätzlich Handy-Funktionen wie Telefonie, SMS, MMS und Web-Browsing. Im Unterschied zu einem traditionellen PDA muss sich der Blackberry-Benutzer nicht um die Synchronisierung der Daten kümmern.
BlackBerry-Geräte bis BlackBerry OS 7.1 mussten zwingend über die BIS-Option angebunden sein, um eine Datenverbindung aufzubauen. Für Geschäftskunden steht der BES (BlackBerry Enterprise Server, ab Version 12 BlackBerry Enterprise Services) zur Verfügung, der on-premises oder in der Cloud eingerichtet wird und die Kommunikation über das BlackBerry Network Operation Center (NOC) aufbaut. BlackBerry führte mit Version 12.6 ein Rebranding durch. Der Hersteller bietet nun an, alle mobilen Endpunkte über die hauseigene Serversoftware und das NOC verwalten zu können. Seitdem wird für das EMM System der Name Unified Endpoint Manager (UEM) genutzt.
Bei den Blackberry Geräten werden E-Mails, Kalendereinträge, Notizen und Adressbucheinträge per Push-Dienst vom Blackberry NOC auf das Smartphone übertragen. Das Gerät wird demnach immer auf dem aktuellen Stand gehalten, solange eine Datenverbindung besteht. Gleichzeitig ermöglicht es die sofortige Benachrichtigung und Zustellung bei neuen E-Mails und Terminen in Echtzeit. Eine weitere wichtige Funktion ergibt sich aus dem Mobile Data System (MDS), der es ermöglicht, auch andere Daten aus dem Firmennetzwerk – aus ERP-Systemen, Datenbanken etc. – auf dem Blackberry zugänglich zu machen. So lassen sich etwa Preis- oder Lagerinformationen abrufen, Bestellvorgänge auslösen oder Kundendaten verändern.
Die Blackberry-Technik hält die zu übertragende Datenmenge bewusst klein: Der Blackberry Enterprise Server (BES) bereitet alle Daten speziell auf, komprimiert sie und gibt sie dann portionsweise an das Endgerät aus. Erst wenn der Nutzer mehr Daten braucht, werden sie vom Gerät angefordert. Die Anforderung erfolgt, ohne dass der Anwender es merkt oder warten muss. So können MByte-große Dateien (wie z. B. PDF- oder Office-Dateien) trotz GPRS- oder EDGE-Verbindung (beispielsweise in der Bahn) schnell geöffnet werden: Der BES öffnet auf Anforderung den Anhang, wandelt ihn in eine textorientierte Datei um und schickt sie bündelweise zum Client. Via POP3-Protokoll würde der Server die gesamte Datei unverändert zum Client schicken: D. h. der Nutzer kann erst dann die Datei öffnen, wenn sie vollständig heruntergeladen ist; der Nutzer benötigte ein leistungsstarkes Endgerät, um größere Dateien auch entsprechend verarbeiten zu können. Zudem ist jeder Datenverkehr vom Server aus dem Unternehmensnetzwerk heraus zum Smartphone und zurück verschlüsselt. Die Original-Blackberry-Geräte können zusätzlich so eingestellt werden, dass sie den Geräteinhalt nicht nur via Passwort sichern, sondern ihn auch noch verschlüsseln.
Der Blackberry-Dienst lässt sich auf älteren Geräten (vor der Einführung von OS 10) nur mit einer speziellen BIS-Option nutzen, die beim Mobilfunkbetreiber extra für die Mobilfunkkarte gebucht werden muss. Diese sogenannte „Blackberry-Option“ beinhaltet eine Grundgebühr und eine Gebühr für das beauftragte Datenvolumen. Für den Blackberry-Push-Dienst, bei ungefähr 500 E-Mails im Monat und Kalendernutzung von etwa 100 Einträgen pro Woche, wird kaum mehr als 1 MB im Monat verbraucht.
Seit Blackberry OS 7.0 ist die Software DocumentsToGo von DataViz Bestandteil des Betriebssystems; damit lassen sich Dokumente und Dateianhänge auch nativ betrachten. Die Editierfunktion von Office-Dokumenten ist dadurch ebenfalls möglich. Die Software ermöglicht beispielsweise das Erstellen von Microsoft-Word-, Excel- oder PowerPoint-Dateien.
Seit dem 4. Januar 2022 werden die OS 7.1 und 10 von Blackberry nicht mehr unterstützt. Es wird wegen des „End of Life“ dieser OS keine Online-Updates mehr geben.

## Typische Funktionen
Zu den typischen Funktionen von Blackberry-Smartphones zählen:
- typisches Design (meist in Schwarz; Form und Tasten angelehnt an Brombeeren)
- BlackBerry-Logo auf der Rückseite
- Physische QWERTY/QWERTZ-Tastatur oder BlackBerry-Touchscreen-Tastatur-App für schnelles Tippen
- Benachrichtigungslicht als visuelle Benachrichtigung für Nachrichten, Anrufe und Akkustand
- BlackBerry-typische Klingeltöne und Benachrichtigungstöne
- BlackBerry-Betriebssystem (Blackberry OS oder Blackberry 10) bzw. adaptierte Version von Android (Betriebssystem)
- Lange Akkulaufzeit
- E-Mail-Funktion in der App BlackBerry Hub zur zentralen Verwaltung aller E-Mails, Anrufe, Nachrichten und von sozialen Netzwerken
- Blackberry Messenger bzw. BlackBerry Messenger Enterprise als Instant-Messaging-Dienst
- Unterschiedliche Sicherheitsfeatures wie sicheres, verschlüsseltes Betriebssystem, Fingerabdruckscanner, Verschlüsselung, Sicherheitsapps
- Verwaltungssoftware für den Computer (BlackBerry Link)
- Meist globale Konnektivität
- Langlebiges Design
- Spiele, wie z. B.: BlackBerry BrickBraker oder BlackBerry Word Mole[16][17][18][19][20][21][22][23]

## Blackberry-Modelle
| Blackberry Modell                                                                                                  | Marktstart | Betriebssystem                              | Bedienung                        | GPS | WLAN         | HSDPA | EV-DO | LTE | NFC  | Prozessor                | RAM     | Medienspeicher                                |
| --- | ---------- | ------------------------------------------- | -------------------------------- | --- | ------------ | ----- | ----- | --- | ---- | ------------------------ | ------- | --------------------------------------------- |
| 8100 Pearl | 09/2006    | OS 4.5                                      | Halb-QWERTY                      | –   | –            | –     | –     | –   | –    | 312 MHz                  | 64 MB   | optional microSD (max. 2 GB)                  |
| 8800 | 02/2007    | OS 4.5                                      | QWERTZ                           | ja  | –            | –     | –     | –   | –    | 312 MHz                  | 64 MB   | optional microSD (max. 2 GB)                  |
| 8300 Curve | 05/2007    | OS 4.5                                      | QWERTZ                           | –   | –            | –     | –     | –   | –    | 312 MHz                  | 64 MB   | optional microSD (max. 4 GB)                  |
| 8820 | 07/2007    | OS 4.5                                      | QWERTZ                           | ja  | b/g          | –     | –     | –   | –    | 312 MHz                  | 64 MB   | optional microSD (max. 2 GB)                  |
| 8310 Curve | 08/2007    | OS 4.5                                      | QWERTZ                           | ja  | –            | –     | –     | –   | –    | 312 MHz                  | 64 MB   | optional microSD (max. 4 GB)                  |
| 8320 Curve | 09/2007    | OS 4.5                                      | QWERTZ                           | ja  | b/g          | –     | –     | –   | –    | 312 MHz                  | 64 MB   | optional microSD (max. 4 GB)                  |
| 8120 Pearl | 10/2007    | OS 4.5                                      | Halb-QWERTY                      | –   | b/g          | –     | –     | –   | –    | 312 MHz                  | 64 MB   | optional microSD (max. 4 GB)                  |
| 8110 Pearl | 01/2008    | OS 4.5                                      | Halb-QWERTY                      | ja  | –            | –     | –     | –   | –    | 312 MHz                  | 64 MB   | optional microSD (max. 4 GB)                  |
| 9000 Bold | 05/2008    | OS 4.6 bzw. OS 5.0 (mit Update)             | QWERTZ                           | ja  | a/b/g        | ja    | –     | –   | –    | 624 MHz                  | 128 MB  | 1 GB eMMC und optional microSD (max. 8 GB)    |
| 8220 Pearl Flip | 09/2008    | OS 4.6                                      | Halb-QWERTY Clamshell            | ja  | b/g          | –     | –     | –   | –    | 312 MHz                  | 64 MB   | optional microSD (max. 8 GB)                  |
| 9500 Storm | 09/2008    | OS 4.6 bzw. OS 5.0 (mit Update)             | Touchscreen                      | ja  | –            | ja    | –     | –   | –    | 528 MHz                  | 128 MB  | 1 GB eMMC und optional microSD (max. 16 GB)   |
| 8900 Curve | 11/2008    | OS 4.6 bzw. OS 5.0 (mit Update)             | QWERTZ                           | ja  | b/g          | –     | –     | –   | –    | 512 MHz                  | 256 MB  | optional microSD (max. 32 GB)                 |
| 8520 Curve | 07/2009    | OS 5.0                                      | QWERTZ                           | –   | b/g          | –     | –     | –   | –    | 512 MHz                  | 256 MB  | optional microSD (max. 32 GB)                 |
| 9520 Storm 2 | 10/2009    | OS 5.0                                      | Touchscreen                      | ja  | b/g          | ja    | –     | –   | –    | 528 MHz                  | 256 MB  | 2 GB eMMC und optional microSD (max. 16 GB)   |
| 9700 Bold | 10/2009    | OS 5.0 bzw. OS 6.0 (mit Update)             | QWERTZ                           | ja  | a/b/g        | ja    | –     | –   | –    | 624 MHz                  | 256 MB  | 2 GB microSD (max. 16 GB)                     |
| 9105 Pearl 3G | 04/2010    | OS 5.0 bzw. OS 6.0 (mit Update)             | T9                               | ja  | b/g/n        | ja    | –     | –   | –    | 624 MHz                  | 256 MB  | 2 GB microSD (max. 32 GB)                     |
| 9800 Torch | 08/2010    | OS 6.0                                      | Touchscreen QWERTZ (Slider)      | ja  | b/g/n        | ja    | –     | –   | –    | 624 MHz                  | 512 MB  | 4 GB eMMC, 4 GB microSD (max. 32 GB)          |
| 9300 Curve 3G | 08/2010    | OS 5.0 bzw. OS 6.0 (mit Update)             | QWERTZ                           | ja  | b/g/n        | ja    | –     | –   | –    | 624 MHz                  | 256 MB  | optional microSD (max. 32 GB)                 |
| 9780 Bold | 10/2010    | OS 6.0                                      | QWERTZ                           | ja  | a/b/g        | ja    | –     | –   | –    | 624 MHz                  | 512 MB  | 2 GB microSD (max. 32 GB)                     |
| Playbook | 04/2011    | Blackberry Tablet OS (QNX)                  | Touchscreen                      | ja  | a/b/g/n      | nein  |       | –   | –    | 1,0 GHz                  | 1024 MB | 64 GB eMMC                                    |
| 9900 Bold | 05/2011    | OS 7.0 bzw. OS 7.1 (mit Update)             | QWERTZ Touchscreen               | ja  | a/b/g/n      | ja    | –     | –   | ja   | 1,2 GHz                  | 768 MB  | 8 GB eMMC und optional microSD (max. 32 GB)   |
| 9860 Torch | 08/2011    | OS 7.0 bzw. OS 7.1 (mit Update)             | Touchscreen                      | ja  | b/g/n        | ja    | –     | –   | –    | 1,2 GHz                  | 768 MB  | 4 GB eMMC und optional microSD (max. 32 GB)   |
| 9810 Torch | 08/2011    | OS 7.0 bzw. OS 7.1 (mit Update)             | Touchscreen QWERTZ (Slider)      | ja  | b/g/n        | ja    | –     | –   | –    | 1,2 GHz                  | 768 MB  | 8 GB eMMC und optional microSD (max. 32 GB)   |
| 9360 Curve | 08/2011    | OS 7.0 bzw. OS 7.1 (mit Update)             | QWERTZ                           | ja  | b/g/n        | ja    | –     | –   | ja   | 800 MHz                  | 512 MB  | 512 MB eMMC, 4 GB microSD (max. 32 GB)        |
| 9981 Porsche Design                                                                                                | 10/2011    | OS 7.0 bzw. OS 7.1 (mit Update)             | QWERTZ Touchscreen               | ja  | a/b/g/n      | ja    | –     | –   | ja   | 1,2 GHz                  | 768 MB  | 8 GB eMMC, 16 GB microSD (max. 32 GB)         |
| 9380 Curve | 11/2011    | OS 7.0 bzw. OS 7.1 (mit Update)             | Touchscreen                      | ja  | b/g/n        | ja    | –     | –   | ja   | 800 MHz                  | 512 MB  | 512 MB eMMC, 4 GB microSD (max. 32 GB)        |
| 9790 Bold | 11/2011    | OS 7.0 bzw. OS 7.1 (mit Update)             | QWERTZ Touchscreen               | ja  | a/b/g/n      | ja    | –     | –   | ja   | 1,0 GHz                  | 768 MB  | 8 GB eMMC und optional microSD (max. 32 GB)   |
| 9320 Curve | 05/2012    | OS 7.1                                      | QWERTZ                           | ja  | b/g/n        | ja    | –     | –   | –    | 806 MHz                  | 512 MB  | 512 MB eMMC und optional microSD (max. 32 GB) |
| Playbook 3G+ | 08/2012    | Blackberry Tablet OS (QNX)                  | Touchscreen                      | ja  | a/b/g/n      | ja    |       | –   | –    | 1,5 GHz                  | 1024 MB | 32 GB eMMC                                    |
| 9720 | 08/2013    | OS 7.1                                      | QWERTZ Touchscreen               | ja  | b/g/n        | ja    | –     | –   | –    | 806 MHz                  | 512 MB  | 512 MB eMMC und optional microSD (max. 32 GB) |
| Z10 | 02/2013    | 10 bzw. 10.3 (mit Update)                   | Touchscreen                      | ja  | a/b/g/n      | ja    |       | ja  | ja   | 1,5 GHz                  | 2 GB    | 16 GB eMMC und optional microSD (max. 32 GB)  |
| Q10 | 05/2013    | 10.1 bzw. 10.3 (mit Update)                 | Touchscreen QWERTZ               | ja  | a/b/g/n      | ja    |       | ja  | ja   | 1,5 GHz                  | 2 GB    | 16 GB eMMC und optional microSD (max. 32 GB)  |
| Q5 | 07/2013    | 10.1 bzw. 10.3 (mit Update)                 | Touchscreen QWERTZ               | ja  | a/b/g/n      | ja    |       | ja  | ja   | 1,2 GHz                  | 2 GB    | 8 GB eMMC und optional microSD (max. 32 GB)   |
| Z30 | 11/2013    | 10.2 bzw. 10.3 (mit Update)                 | Touchscreen                      | ja  | a/b/g/n      | ja    |       | ja  | ja   | 1,7 GHz                  | 2 GB    | 16 GB eMMC und optional microSD (max. 64 GB)  |
| Passport | 09/2014    | 10.3                                        | Touchscreen QWERTZ               | ja  | a/b/g/n      | ja    |       | ja  | ja   | 2,2 GHz                  | 3 GB    | 32 GB eMMC und optional microSD (max. 128 GB) |
| Classic | 12/2014    | 10.3                                        | QWERTZ Touchscreen               | ja  | a/b/g/n      | ja    | ja    | ja  | ja   | 1,5 GHz                  | 2 GB    | 16 GB eMMC und optional microSD (max. 128 GB) |
| Leap | 04/2015    | 10.3                                        | Touchscreen                      | ja  | b/g/n        | ja    |       | ja  | nein | 1,5 GHz                  | 2 GB    | 16 GB eMMC und optional microSD (max. 128 GB) |
| Priv | 11/2015    | Android 5.1.1 bzw. Android 6.0 (mit Update) | Touchscreen QWERTZ (Slider)      | ja  | a/b/g/n      | ja    | ja    | ja  | ja   | 1,8 GHz & 1,4 GHz        | 3 GB    | 30 GB eMMC und optional microSD (max. 2 TB)   |
| DTEK50 | 08/2016    | Android 6.0.1                               | Touchscreen                      | ja  | a/b/g/n/ac   | ja    | –     | ja  | ja   | 1,5 GHz & 1,2 GHz        | 3 GB    | 16 GB intern und optional microSD (max. 2 TB) |
| DTEK60 | 10/2016    | Android 6.0.1                               | Touchscreen                      | ja  | b/g/n a/n ac | ja    | –     | ja  | ja   | 2,15GHz & 1,6GHz         | 4GB     | 32 GB intern und optional microSD (Max. 2TB)  |
| KEYone | 04/2017    | Android 7.1 (Android 8.1 mit Update)        | Touchscreen + sensitive Tastatur | ja  | a/b/g/n/ac   | ja    | ja    | ja  | ja   | 2GHz Octacore            | 3GB     | 32 GB intern und optional microSD (Max. 2TB)  |
| KEY² | 06/2018    | Android 8.1                                 | Touchscreen + Tastatur           | ja  | a/b/g/n/ac   | ja    |       | ja  | ja   | 2,2Ghz & 1,8Ghz Octacore | 6GB     | 64 / 128GB intern und optional microSD        |
| KEY² LE | 10/2018    | Android 8.1                                 | Touchscreen + Tastatur           | ja  | a/b/g/n/ac   | ja    |       | ja  | ja   | 1,8Ghz Octacore          | 4GB     | 32 / 64GB intern und optional microSD         |
| Zusätzliche Blackberry-Geräte, die nur auf dem US-amerikanischen und kanadischen Markt erhältlich waren bzw. sind: |            |                                             |                                  |     |              |       |       |     |      |                          |         |                                               |
| 8830 | 04/2007    | OS 4.5                                      | QWERTY                           | ja  | –            | –     | ja    | –   | –    | 312 MHz                  | 64 MB   | optional microSD (max. 2 GB)                  |
| 8330 Curve | 09/2007    | OS 4.5                                      | QWERTY                           | ja  | –            | –     | ja    | –   | –    | 312 MHz                  | 64 MB   | optional microSD (max. 4 GB)                  |
| 8130 Pearl | 10/2007    | OS 4.5                                      | Halb-QWERTY                      | ja  | b/g          | –     | ja    | –   | –    | 312 MHz                  | 64 MB   | optional microSD (max. 4 GB)                  |
| 8350i Curve | 09/2008    | OS 4.5                                      | QWERTY                           | ja  | b/g          | –     | –     | –   | –    | ?                        | 128 MB  | optional microSD (max. 16 GB)                 |
| 9530 Storm | 09/2008    | OS 4.6 bzw. OS 5.0 (mit Update)             | Touchscreen                      | ja  | –            | ja    | ja    | –   | –    | 528 MHz                  | 128 MB  | 1 GB eMMC und optional microSD (max. 16 GB)   |
| 8230 Pearl Flip | 02/2009    | OS 4.6                                      | Halb-QWERTY Clamshell            | ja  | b/g          | –     | ja    | –   | –    | 312 MHz                  | 128 MB  | optional microSD (max. 8 GB)                  |
| 8530 Curve | 11/2009    | OS 5.0                                      | QWERTY                           | ja  | b/g          | –     | ja    | –   | –    | 528 MHz                  | 256 MB  | optional microSD (max. 32 GB)                 |
| 9630 Tour | 07/2009    | OS 5.0                                      | QWERTY                           | ja  | –            | ja    | ja    | –   | –    | 528 MHz                  | 256 MB  | optional microSD (max. 8 GB)                  |
| 9550 Storm 2 | 10/2009    | OS 5.0                                      | Touchscreen                      | ja  | b/g          | ja    | ja    | –   | –    | 528 MHz                  | 256 MB  | 2 GB eMMC und optional microSD (max. 16 GB)   |
| 9650 Bold | 04/2010    | OS 6.0                                      | QWERTY                           | ja  | b/g          | ja    | –     | –   | –    | 528 MHz                  | 512 MB  | 2 GB microSD (max. 32 GB)                     |
| 9100 Pearl 3G | 04/2010    | OS 5.0 bzw. OS 6.0 (mit Update)             | Halb-QWERTY                      | ja  | b/g/n        | ja    | –     | –   | –    | 624 MHz                  | 256 MB  | 2 GB microSD (max. 32 GB)                     |
| 9330 Curve 3G | 09/2010    | OS 5.0 bzw. OS 6.0 (mit Update)             | QWERTY                           | ja  | b/g          | ja    | ja    | –   | –    | 624 MHz                  | 512 MB  | optional microSD (max. 32 GB)                 |
| 9670 Style | 10/2010    | OS 6.0                                      | QWERTY Clamshell                 | ja  | b/g/n        | ja    | –     | –   | –    | ?                        | 512 MB  | 8 GB microSD (max. 16 GB)                     |
| 9930 Bold | 05/2011    | OS 7.0 bzw. OS 7.1 (mit Update)             | QWERTY Touchscreen               | ja  | a/b/g/n      | ja    | ja    | –   | ja   | 1,2 GHz                  | 768 MB  | 8 GB eMMC und optional microSD (max. 32 GB)   |
| 9850 Torch | 08/2011    | OS 7.0                                      | Touchscreen                      | ja  | b/g/n        | ja    | ja    | –   | –    | 1,2 GHz                  | 768 MB  | 4 GB eMMC und optional microSD (max. 32 GB)   |
| 9350 Curve | 08/2011    | OS 7.0 bzw. OS 7.1 (mit Update)             | QWERTY                           | ja  | b/g/n        | –     | –     | –   | ja   | 800 MHz                  | 512 MB  | 512 MB eMMC und optional microSD (max. 32 GB) |
| 9370 Curve | 08/2011    | OS 7.0 bzw. OS 7.1 (mit Update)             | QWERTY                           | ja  | b/g/n        | –     | ja    | –   | ja   | 800 MHz                  | 512 MB  | 1 GB eMMC und optional microSD (max. 32 GB)   |
| 9220 Curve | 05/2012    | OS 7.1                                      | QWERTY                           | ja  | b/g/n        | –     | –     | –   | –    | ?                        | 512 MB  | 512 MB eMMC und optional microSD (max. 32 GB) |

## Verkaufszahlen und Verbreitung
2005 konnte sich Blackberry durch den starken Zuwachs mit einem Marktanteil von 21 % an die Spitze des PDA-Markts setzen.
Bis einschließlich 2011 konnte Blackberry von der wachsenden Smartphone-Sparte profitieren, in den USA wurde das Modell Curve im ersten Quartal 2009 häufiger verkauft als das iPhone. 2013 zeichnet sich der Niedergang bereits ab, obwohl sowohl Angela Merkel, als auch Barack Obama schon bei der Nutzung von BlackBerry-Smartphones gesehen wurden.
Die Marktanteile konnten nachfolgend nicht gehalten werden, da konkurrierende Unternehmen wie Samsung und Apple gezielt den Bereich der Privatanwender für sich beanspruchten. 2015 wurde Blackberry hingegen als Marktführer für Enterprise Mobile Management im Forester Wave-Report ausgezeichnet, was angesichts des speziellen Anwenderkreises vor allem dem Erfolg im Firmen- und Businesskunden-Segment zugeschrieben wird.
|          | 2003    | 2004    | 2005      | 2006      | 2007      | 2008       | 2009       | 2010       | 2011       | 2012       | 2013       | 2014       | 2015      | 2016      | 2017    |
| -------- | ------- | ------- | --------- | --------- | --------- | ---------- | ---------- | ---------- | ---------- | ---------- | ---------- | ---------- | --------- | --------- | ------- |
| Verkäufe | 277.000 | 920.000 | 2.440.000 | 4.040.000 | 6.400.000 | 13.800.000 | 26.000.000 | 36.700.000 | 52.300.000 | 49.000.000 | 28.100.000 | 20.500.000 | 8.500.000 | 1.650.000 | 850.000 |

| Zeitpunkt      | 2004 Jan. | 2004 Nov. | 2005 Mai | 2005 Aug. | 2005 Dez. | 2006 Okt. | 2007 Juni | 2007 Dez. | 2009 Okt. | 2010 Dez. |
| Nutzer in Mio. | 1,0       | 2,0       | 3,0      | 3,7       | 4,3       | 6,0       | 9,0       | 11,2      | 30,0      | 41,0      |

## Bedienung
Die Geräte wurden bis zum Gerätetyp 8100 Pearl im Wesentlichen mit einem Daumenrad (Trackwheel) gesteuert und mit einer Löschtaste an der rechten Geräteseite. Damit ermöglichte der BlackBerry eine konsequente Einhandbedienung. Der Text wird bei den gängigen Typen über eine für die Bedienung mit beiden Daumen optimierte vollständige QWERTZ-Tastatur eingegeben. Eine Ausnahme bilden die Endgeräte der 71xx-, 81xx-, 82xx- und 91xx-Reihe, die über eine Sure-Type-Tastatur verfügen. Zwei links bzw. rechts am Gehäuse angebrachte Tasten können frei belegt werden, beispielsweise mit dem Adressbuch und dem Kalender.
Der Name des Blackberry Pearl verweist auf die nun zur Navigation unter dem Bildschirm angebrachte „Perle“, eine beleuchtete Steuerkugel (Trackball). Im Zuge dieser Neugestaltung ist die „Escape“-Taste (Löschtaste) von der Seite des Gerätes neben das Daumenrad verlegt worden, um die Einhandbedienung zu gewährleisten.
Da der Trackball durch Verschmutzungen nicht selten zum Blockieren neigt, verbaute Blackberry Limited in seinen späteren Modellreihen 85xx, 96xx und 97xx stattdessen ein Trackpad, das die Bewegungsrichtung des darauf gleitenden Daumens erkennt. Die Modelle Q5 und Q10 wurden nachfolgend jeweils ohne die bekannte Blackberry-Leiste mit dem dazugehörigen Trackpad konzipiert. Mit der Neueinführung des Blackberry Classic sind sowohl die erweiterten Menütasten als auch das Trackpad abermals integriert worden, womit die Einhandbedienung wieder vollständig gegeben ist. Alle Geräte mit Blackberry-10-Betriebssystem können außerdem über den integrierten Touchscreen bedient werden. Die Android-Geräte verfügen darüber hinaus teilweise über eine sensitive Tastatur, die Wisch-Gesten erkennt.

## Backoffice
Der Push-Dienst wird im Backoffice durch den BES bereitgestellt, der seinerseits über eine Anbindung an die Groupware-Systeme Microsoft Exchange, Novell GroupWise, Lotus Domino, Google Apps oder Alt-N MDaemon verfügt. Seit BES12 bzw. nun UEM verfügt das EMM System die Möglichkeit BlackBerry OS, Android, Android for Work, iOS, Samsung KNOX, Windows 10 Desktop / Mobile und MacOS gegen den Server zu aktivieren und zu verwalten. Als Rechtsverhältnisse können BYOD (Bring Your Own Device), COPE (Corporate Owned, Personally Enabled) und COBO (Corporate Owned, Business Only) genutzt werden.
Der Server überwacht die Mailbox des Benutzers auf eingehende Mails und leitet diese an das Mobile Routing Center (MRC) von Blackberry Limited weiter. Von dort werden die Mails an den Mobilfunkanbieter geschickt und dann per Funk an das Blackberry übertragen. Auf dem gleichen Wege funktioniert die Übertragung von Kalendereinträgen, Aufgabenlisten, Adressen und Notizen (Push-Dienst). Werden die Einträge auf dem Blackberry erfasst oder E-Mails geschrieben, erfolgt die Datenübertragung in umgekehrte Richtung auf das Groupware-System.
Der BES / UEM erlaubt Firmen auch erhöhte Sicherheitseinstellungen. Somit kann der Administrator Software über das Mobilfunknetz (englisch „Over the Air“ oder „OTA“) im Hintergrund auf den Geräten installieren. Im Notfall kann der Blackberry mit einem speziellen OTA-Befehl gelöscht werden, jedenfalls solange eine Verbindung zum Server besteht.
Für kleine Unternehmen steht als Alternative zum BES on-premise auch eine BES Cloud Lösung zur Verfügung. Aber auch die BlackBerry Partner bieten eigene Hosting und Housing Angebote an.
Damit auch Privatanwender und Unternehmen von BlackBerry Legacy Geräten bis einschließlich OS 7.1 ohne eigene Server (Prosumer) Teile der Blackberry-Technik nutzen können, stellen die Mobilfunkprovider Server zur Verfügung, die den Basisdienst E-Mail bereitstellen. Diese heißen im Gegensatz zum Blackberry Enterprise Server (BES) anders, und zwar Blackberry Internet Service (BIS). Hier werden externe POP3/IMAP/OWA/LWA-Postfächer eingebunden und die dort eingehenden E-Mails dann an das Handgerät weitergeleitet. Dabei besteht die Möglichkeit, Antworten vom Handgerät mit einer eigenen E-Mail-Adresse zu maskieren, so dass nicht die vom Mobilfunkanbieter generierte E-Mail-Adresse benutzt zu werden braucht. Dieser Dienst wird im Moment in Deutschland von T-Mobile, Vodafone, E-Plus und O2 angeboten. Mit BIS ist es ohne Zusatzsoftware nur bei einzelnen E-Mail-Anbietern möglich, Kontakte oder den Kalender zu synchronisieren. Des Weiteren steht den BIS-Kunden der Abgleich des Blackberry via USB oder, bei neueren Modellen, via Bluetooth manuell mittels Blackberry Desktop mit Outlook oder Notes, zur Verfügung. Zusätzlich können BIS-Kunden die für Blackberry bekannte Funktionalität nutzen, wenn sie von Drittanbietern entwickelte Lösungen einsetzen, die Daten über eine XML-Schnittstelle mit dem Blackberry synchronisieren.

## Verbindung
Bei älteren Modellen läuft der Abgleich zwischen Handgerät und Server über ein spezielles Pager-Netzwerk, bei neueren im GSM-Netz über GPRS in verschlüsselter und komprimierter Form. Mit dem Blackberry 8707/9000/9500/9520/9700 (Vodafone) oder dem XDA III-Trion (O2) stehen mittlerweile auch UMTS-fähige Blackberry- und Blackberry-Connect-Geräte zur Verfügung. Zur Verschlüsselung wird 3DES und bei Servern ab Version 4 auch AES unterstützt. Seit der Veröffentlichung des Blackberry Z10 im Jahr 2013, unterstützen alle Smartphones auch den aktuellen 4G bzw. 4G+ Standard.

## Sicherheit
Eine wichtige Sicherheitskomponente ist die AES-Verschlüsselung (bei älteren Versionen 3DES) des Datenverkehrs mit 256 Bit langen AES-Schlüsseln vom BES zum Handgerät. Die Übertragung der Daten zwischen Endgerät und Blackberry-Server erfolgt laut Blackberry Limited immer verschlüsselt. Das wurde nach der in Le Monde falsch wiedergegebenen – und nur angeblich nachträglich berichtigten – Warnung vor der Nutzung der Geräte in Regierungskreisen bekanntgegeben, nach der eine angebliche Datenschutzgefahr durch US-amerikanische und britische Geheimdienste gemäß dem Regulation of Investigatory Power Act (RIP Act) bestehe. Das Gesetz erlaubt britischen Behörden die Überwachung der Kommunikation auf in Großbritannien befindlichen Servern. Das trifft auf Blackberry-Server nicht zu, da diese Blackberry-Daten in Großbritannien nur durchschleusen, nicht aber lagern. Dieser Schlüssel, der anfangs mittels Zufallsgenerator bei der Geräte-Aktivierung ausgehandelt wird, gilt maximal 30 Tage, bis er erneuert wird. Würde der Schlüssel kompromittiert, ist der Folgeschlüssel nicht abhängig vom Vorgänger und somit die Sicherheit gewahrt. Der Blackberry-Administrator kann den Schlüssel erneuern. Auch der Benutzer des Handgeräts kann mit dem umgangssprachlichen „Paranoia-Button“ einen neuen Schlüssel bilden.
Ausgehende Pakete werden vom BES sowie vom Handgerät nicht mit dem „Masterkey“ verschlüsselt, sondern jeweils mit einem auf dem Masterkey beruhenden „Session-Key“. Zudem besteht die Möglichkeit des Einsatzes von S/MIME oder PGP zur E-Mail-Verschlüsselung.
Außerdem kann der Geräteinhalt zum Erzwingen eines Gerätepasswortes verschlüsselt werden. Ein Blackberry-Administrator kann mehr als 400 Einstellungen über „Policies“ setzen, um Geräteeigenschaften abzuschalten oder mit Sicherheitsmerkmalen zu versehen. Dazu zählen:
- Die Möglichkeit, sichere Passwörter (bis 24 Zeichen) zu erzwingen, im komplexesten Fall mit Groß- und Kleinbuchstaben, Sonderzeichen und Zahlen.
- Passwort-Historie: Die letzten Passwörter werden gemerkt und können nicht wieder verwendet werden.
- Sperren bestimmter Passworte.
- Sperrung des Gerätes nach vordefinierter Zeit.
- Sperrung und Löschung des Geräts nach einer definierten Anzahl von Passwort-Fehleingaben
- „Periodic Challenge“: Kennworteingabe nach gewisser Zeit, auch wenn an dem Gerät gearbeitet wird.
- Verbot von SMS, MMS oder anderer E-Mail-Dienste.
- Erzwingung der Verschlüsselung des gesamten Handgeräts (Inhaltsschutz)
- Deaktivierung der Kamera, der Multimedia-Funktionen und von externen Speichern (microSD).

Die Richtlinien-Einstellungen erläutert der „BlackBerry Enterprise Server Policy Reference Guide“.
Diese Einstellungen kann ein Nutzer nicht beeinflussen, wenn ein Administrator diese zentral verändert. Er kann Geräte weltweit administrieren sowie over the air löschen, wenn eines verloren ging oder gestohlen wurde. Die zentrale Administration setzt Verhaltensvorgaben und Vorgaben zur Corporate Identity um.
Im Juli 2009 wurde in den Vereinigten Arabischen Emiraten vom Provider Etisalat ein „Performance Patch“ verbreitet, der sich als Schnüffelsoftware der US-Softwarefirma SS8 herausstellte und mit dem sich der E-Mail-Verkehr der Blackberry-Kunden aushorchen ließ.
Das Blackberry OS 10 überträgt standardmäßig E-Mail-Passwörter im Klartext an den Hersteller, sofern der Nutzer am Gerät eine automatische Einrichtung seiner E-Mail-Accounts durchführt. Die Firma Blackberry nutzt diese Zugangsdaten, um sich mit dem Kunden-Account auf dem angegebenen Mailserver einzuloggen und so die E-Mail-Konfiguration zu prüfen. Blackberry gibt ferner an, die Zugangsdaten des Kunden würden nur während der Einrichtung des Mailaccounts verwendet und von Seiten des Unternehmens nicht gespeichert. Die Übermittlung des Passwortes sei durch die vom Nutzer akzeptierten AGB abgedeckt. Der Heise-Verlag empfiehlt Nutzern von Blackberry 10, die per Single Sign-on dasselbe Passwort für Mail- und andere Dienste nutzen, alle Passwörter zu ändern, die auf Blackberry-10-Geräten für E-Mail-Zugriffe genutzt wurden. Die Übermittlung des Passwortes bei der Einrichtung des Mail-Accounts lässt sich durch Verwendung der Schaltfläche Erweitert auf dem Gerät unterbinden; ebenfalls findet keine Übermittlung bei Konfiguration über BES statt.
Das kanadische Unternehmen entschlüsselt auch BBM- und PIN-Nachrichten und verrät den PIN-Code der Kunden Behörden in aller Welt. Blackberry umgeht so das in Rechtshilfeabkommen mit Kanada geregelte Verfahren. Damit entfällt die staatliche Aufsicht, ob das ausländische Auskunftsersuchen legitim und echt ist. Anfragende Behörden legen die in ihrem Land erforderlichen Dokumente vor, was oft keine richterliche Anordnung erfordert. Die Behörde erklärt, ihr Auskunftswunsch diene der Durchsetzung geltender Strafgesetze und sagt zu, dass die Anfrage nicht der Kontrolle oder Bestrafung friedlicher Äußerungen politischer oder religiöser Meinungen dient.

## Datenschutz und Blackberry
BlackBerry entwickelte mit dem Enterprise Server (BES) ein Produkt, das hauptsächlich für den US-amerikanischen Markt konzipiert ist. US-amerikanische Unternehmen erwarten andere Leistungsmerkmale als die weltweite Kundschaft. In den Vereinigten Staaten ist jede E-Mail, die über das Unternehmensnetzwerk läuft, Eigentum der Firma. Privatsphäre wird nicht garantiert und wird in vielen Fällen explizit ausgeschlossen. Nach momentaner Rechtsprechung sind Firmen in den USA auch dafür verantwortlich, was Mitarbeiter in ihren E-Mails schreiben. Daher findet in vielen Firmen eine starke Überwachung des Datenverkehrs statt. Der BES ist ebenfalls dazu in der Lage. Es können Einstellungen getroffen werden, dass jede E-Mail automatisch als Blindkopie an einen bestimmten Empfänger gesandt wird. Die Software ermöglicht es, sämtliche PIN-to-PIN-Nachrichten (so etwas wie SMS zwischen Blackberry-Geräten), SMS und via Blackberry Messenger versandte Nachrichten in Logdateien zu schreiben. Zudem können alle Telefonate, mit dazugehörigem Namen aus dem Benutzer-Adressbuch, in eine Logdatei geschrieben werden. Dazu können serverseitig nahezu sämtliche Status und Einstellungen des Gerätes, wie installierte Software oder Betriebszeiten, abgerufen werden. In Deutschland und anderen Ländern stellt diese Technik ein Datenschutzproblem dar. Die Einstellungen können problemlos ohne Benachrichtigung des Benutzers, mit Hilfe der Policies, jederzeit geändert werden und nur auf ihn oder eine bestimmte Benutzergruppe angewendet werden. Eine simple Fehlkonfiguration kann somit datenschutzrechtlich bedeutsame Inhalte einem nicht autorisierten Personenkreis zugänglich machen. Unter dieser Prämisse sollte die Verwendung von Blackberry-Endgeräten im Firmenumfeld in Bezug auf die Privatsphäre stets unter der allgemeinen Maßgabe erfolgen, Inhalte rein geschäftlich und wenig bis gar nicht persönlich zu gestalten. Des Weiteren ist bei Einführung von Blackberry-Diensten im Firmenumfeld zu klären, inwiefern eine Einführung – hier auch insbesondere wegen der technischen Umsetzung des Zugriffes auf das Postfach unter Zuhilfenahme eines „Kurier-Accounts“, besonders im Microsoft-Exchange-Umfeld – mit dem Betriebsrat besprochen und genehmigt werden muss.
BlackBerry gehört zu den ersten Hauptmitgliedern der FIDO-Allianz, die den Industriestandard Universal Second Factor (U2F) für eine allgemein anwendbare Zwei-Faktor-Authentifizierung entwickelt hat.

## Kriminalität und Zensur
Im Zuge der Unruhen im Vereinigten Königreich 2011 war vor allem der Blackberry Messenger („BBM“) in die Kritik geraten: Viele Randalierer sprachen sich über das Instant-Messaging-Netzwerk ab, mit dem die Geräteinhaber ohne staatliche Abhörmöglichkeit direkt miteinander kommunizieren können. Der Messenger funktionierte seinerzeit ausschließlich mit Blackberrys und überträgt verschlüsselt Nachrichten, Videos und Bilder. Während der Krawalle gab die Firma Blackberry auf einem offiziellen Twitter-Account für Großbritannien bekannt, mit den Behörden kooperieren zu wollen. Als Reaktion auf diese Bekanntmachung drang die Hacker-Gruppe „TeaMp0isoN“ nach eigenen Angaben in das offizielle Blog von Blackberry ein und platzierte eine Nachricht auf der Website.
Die indische Regierung vermutet, dass die Anschläge am 26. November 2008 in Mumbai, bei denen 166 Menschen getötet wurden, über Blackberrys geplant wurden. Allerdings geben Experten zu bedenken, dass sich Terroristen auch verschlüsselt über das „normale“ Internet verständigen könnten.
In Saudi-Arabien war der BBM besonders bei Jugendlichen beliebt. In dem konservativen islamischen Land war er für viele Nutzer die einzige Möglichkeit, Kontakt zum anderen Geschlecht aufzunehmen. Im Jahr 2009 hatte dem Hersteller Blackberry zufolge die größte staatliche Telekommunikationsfirma der Vereinigten Arabischen Emirate, Etisalat, versucht, unter dem Vorwand eines Software-Updates ein Spionageprogramm auf den Geräten zu installieren.

## Patentstreit
Die Blackberry-Technik verletzte (zumindest in den USA) ein Patent, das 1991 angemeldet und später von einer Firma namens NTP, Inc. mit Sitz im US-Bundesstaat Virginia erworben wurde. Diese verklagte Blackberry Limited im November 2001, nachdem Verhandlungen über einen Lizenzvertrag gescheitert waren. Es folgte ein mehrjähriger Rechtsstreit, in dessen Verlauf befürchtet wurde, dass ein Gericht die Abschaltung aller Blackberry-Dienste anordnen könnte. Dazu kam es jedoch nicht, stattdessen erzielten die Prozessgegner im März 2006 eine gütliche Einigung. Die Firma Blackberry Limited verpflichtete sich zur Zahlung von 612 Millionen US-Dollar und erwarb das Recht, die betroffenen Patente benutzen zu dürfen. Die von NTP gehaltenen Patente (16 Ansprüche) wurden mittlerweile vom United States Patent and Trademark Office für nichtig erklärt.

## Schwächen
Wenngleich mit dem Blackberry eine produktiv einsetzbare Lösung für mobile Kommunikation per E-Mail bereitgestellt wurde, konnten die Geräte zu Beginn der Einführung keine E-Mail-Anhänge in Fremdformaten (MS-Office, PDF, TIFF etc.) darstellen. Die Blackberry-Basissoftware beschränkte sich weitgehend darauf, Text aus den Dokumenten zu parsen und als reinen Text anzuzeigen. Bei späteren Modellreihen (ab 2010) wurden diese funktionellen Einschränkungen nachhaltig behoben: insbesondere Blackberry-Smartphones sind heute dafür bekannt, zahlreiche Dateiformate nativ darstellen zu können.
Blackberry versorgt das Modell KeyOne seit April 2019 (nur 2 Jahre nach Markteinführung) nicht mehr mit Softwareupdates und setzt deren Benutzer damit Sicherheitsrisiken aus. Außerdem lässt das für das Modell Key² in Aussicht gestellte Update auf Android 9 weiter auf sich warten und erscheint vielleicht gar nicht mehr.